# 維尼耶
維尼耶（挪威語：Vinje）是挪威泰勒马克郡的市镇，行政中心为奧莫特村。市镇面积为3,106平方公里，2004年人口数量為3,832人，人口密度為1.4人/平方公里，时区為歐洲中部時間。